# Sjaak Troost
Jacob „Sjaak“ Troost (* 28. August 1959 in Rotterdam-Pernis) ist ein ehemaliger  niederländischer Fußballspieler. Während seiner gesamten Karriere blieb er seinem Heimatverein Feyenoord Rotterdam treu. Er spielte viermal für die niederländische Fußballnationalmannschaft.